# Tjålmejaure (Jukkasjärvi socken, Lappland)
Tjålmejaure är en sjö i Kiruna kommun i Lappland och ingår i Torneälvens huvudavrinningsområde. Tjålmejaure ligger i Rautas fjällurskog Natura 2000-område.